# Přírodopisné muzeum (Londýn)
Přírodopisné muzeum (Natural History Museum) je jedním ze tří velkých muzeí na Exhibition Road (dalšími jsou Science Museum a Victoria and Albert Museum) v Londýnském obvodu Kensington a Chelsea. Muzeum obsahuje asi 80 miliónů předmětů, které jsou rozděleny do pěti hlavních kolekcí – botanika, entomologie, mineralogie, paleontologie a zoologie. Muzeum je známé sbírkou koster dinosaurů, především kostrou diplodoka, která tvoří výraznou dominantu u vstupu do muzea.

## Historie
Základem muzea byly sbírky irského lékaře sira Hanse Sloana obsahující sušené rostliny, vycpaná zvířata a lidské kostry, původně umístěné v Montague House, odkázané po jeho smrti. V druhé polovině 50. let 19. století ředitel oddělení přírodovědného oddělní Britského muzea navrhl vyčlenění přírodopisných sbírek do samostatného muzea.
Byl zakoupen pozemek v jižním Kensingtonu a roku 1864 se konalo výběrové řízení na architektonický návrh muzea. Vítězem se stal projekt kapitána Francise Fowkeho, který však krátce nato zemřel. Projekt převzal Alfred Waterhouse a provedl na něm drobné úpravy, přepracoval především průčelí do románského slohu. Stavba byla zahájena roku 1873 a byla dokončena roku 1880. Muzeum bylo otevřeno roku 1881. Interiér i exteriér budovy je vyzdoben keramickými cihlami pro ochranu před působením znečištěného ovzduší. Cihly obsahují obrázky zvířat a zkamenělin.
Právně bylo muzeum oddělením Britského muzea. Roku 1963 se muzeum stalo samostatným s vlastní správní radou a roku 1986 bylo do něj začleněno Geologické muzeum Britské geologické společnosti.
V období let 1974 až 1988 se Geologické muzeum stalo známým modelem aktivní sopky, exponátem předvádějícím zemětřesení a první počítačově řízené expozice (Treasures of the Earth). Výstavní síně byly roku 1988 rekonstruovány a vybaveny multimediální expozicí Earth Galleries. V 90. letech 20. století byla vytvořena nová expozice – The Life Galleries. Přírodovědecké muzeum vystavuje mineralogickou sbírku ve formě jaká byla používaná v 19. století.

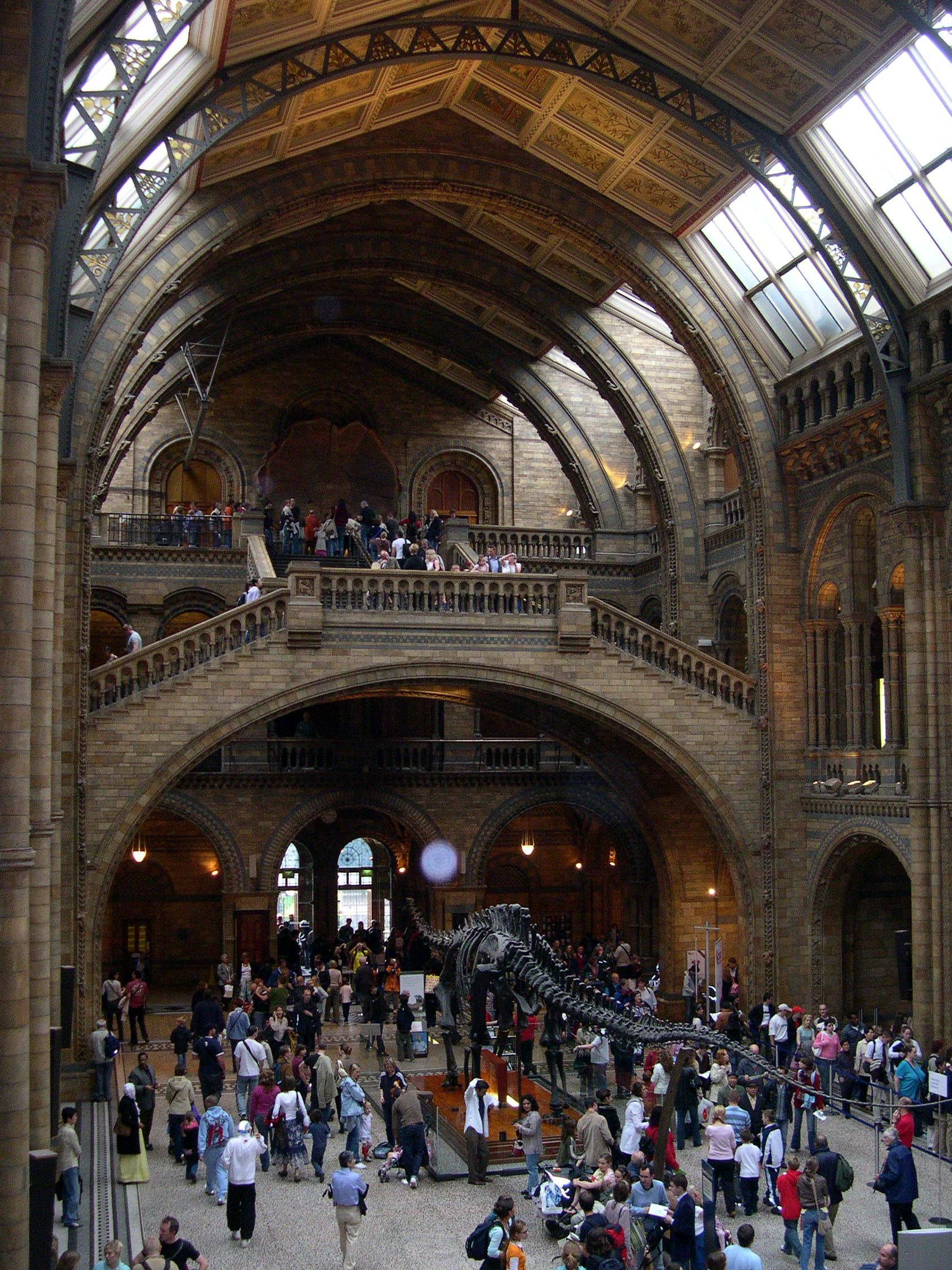
Vstupní hala Přírodopisného muzea

## Darwinovo centrum
Nově vytvořené centrum (pojmenované po Charlesi Darwinovi) je největším rozšířením muzea od jeho otevření. Nový osmipodlažní objekt centra se jmenuje Cocoon podle tvaru připomínajícího obří hmyzí kokon a je dílem dánského architektonického ateliéru C.F. Møller. Obsahuje sbírku 17 milionů exemplářů hmyzu a tři miliony rostlinných vzorků. Jeho výstavba stála 78 milionů liber. První fáze výstavby Darwinova centra se stala domovem pro zoologické sbírky – organizmy konzervované v alkoholu. Druhá fáze umožnila zpřístupnit entomologické a botanické sbírky.
V Darwinově centru se mimo mnoha jiných exponátů nachází 8 m dlouhá oliheň, která byla vylovena rybářskou sítí poblíž Falklandských ostrovů. Oliheň je vystavena na význačném místě ve zvláštní místnosti ve vyztuženém skleněném akváriu obsahujícím směs formaldehydu a solného roztoku. Vystaveny jsou ale např. i staré herbáře, včetně původních herbářů Charlese Darwina. Darwinovou centrum je však založeno zejména na interaktivitě, kterou zprostředkovávají desítky počítačů s dotykovými obrazovkami.